# Grand Prix van Rafaela 1947
De Grand Prix van Rafaela 1947 was een autorace die werd gehouden op 20 maart 1947 op het circuit van de Argentijnse stad Rafaela.

## Uitslag
| Positie | Rijder               | Team           | Ronden | Tijd/Opgave |
| ------- | -------------------- | -------------- | ------ | ----------- |
| 1       | Óscar Alfredo Gálvez | Alfa Romeo     | 40     | 53:21.0     |
| 2       | Italo Bizio          | Alfa Romeo     | 40     | +1:15.0     |
| 3       | Juan Gálvez          | Alfa Romeo     | 39     | +1 ronde    |
| 4       | Mario Sessarego      | Chevrolet      | 37     | +3 ronden   |
| 5       | Ernesto Nanni        | Ford-Chevrolet | 36     | +4 ronden   |